# Laura Pausini
Laura Pausini (Faenza, Emilia-Romagna, Olaszország, 1974. május 16. –) olasz énekesnő.

## Élete

### Gyermekkora és első sikerei
Laura Pausini a Ravenna megyei Faenzában született és Solarolóban nevelkedett. Már gyermekkorában a helyi templomi kórusban énekelt. Énekesi karrierje nyolcévesen kezdődött, amikor születésnapjára azt kérte apjától, hogy a Remi című japán rajzfilmsorozat főcímdalát elénekelhesse a Bolognában, a Napoleone étteremben.
Édesapja, Fabrizio Pausini helyi bárokban énekelt, és később nyaranként az Emilia-Romagnában levő Cervia tengerparti város zongorabárjaiban énekelt Laurával. 
Tizenhárom éves korában jelent meg első lemeze I sogni di Laura (Laura álmai) címmel. Ezen a lemezen – amely sosem került kereskedelmi forgalomba – Laura a kedvenc dalait énekelte fel, így többek közt Eros Ramazzotti Cuori agitati (Feldúlt szívek) és Fiorella Mannoia Quello che le donne non dicono (Amit a nők nem mondanak ki) című számát.
1993-ban a sanremói Dalfesztiválon vált ismertté, ahol a La solitudine (Magány) című dalával megnyerte a fiatalok versenyét. Az ezt követő évben már a „nagyok” versenyében lett harmadik.
A verseny után, 1995-ben Milánóba költözött, és leszerződött a Warner Music Italyhoz. Itt készítette el korábban, 1993-ban a Laura Pausini című albumát, amely nagy siker lett Olaszországban, Franciaországban és Hollandiában. 1994-ben jelent meg Laura című albuma, amelynek legismertebb dalai: Non c'è (Nincsen), Strani amori (Furcsa szerelmek), Gente (Emberek).

### A latin zenei világban való megjelenése
A latin könnyűzenei életben 1994 végén lett ismert Laura Pausini című albumával, ezen az előző két album dalainak spanyol nyelvű változata is hallható. Legnépszerűbb a Se fue (a Non c'è spanyol változata) lett, amely 1995-ben a Billboard Top Latin Songs listáján is szerepelt. Ebben az évben Miamiban Lo Nuestro díjat nyert.
A sikert követően albumait olasz és spanyol nyelven is kiadta. Le cose che vivi albumának spanyol változata mellett egy portugál nyelvű változatot is elkészített Tudo o que eu vivo címmel, 1996-ban. A következő évben indult el első nagyobb turnéja World Wide Tour '97 néven, a koncertsorozat olyan városokat is érintett, mint Párizs, Rotterdam, Brüsszel, Madrid, Lisszabon és Monte-Carlo.

### 1998–2000: La mia risposta, Pavarotti és barátai
1998-ban készült el La mia risposta című albuma, amit 50 országban adtak ki a spanyol nyelvű változattal együtt. 1999-ben a One more time című dala lett az egyik betétdala az Üzenet a palackban című amerikai filmnek, amelyben többek közt Paul Newman és Kevin Costner is szerepelt.
Ugyanabban az évben részt vett a Pavarotti és barátai című koncerten, ahol Luciano Pavarotti vendégeként, több más nemzetközi hírű énekessel, például Ricky Martinnal, Lionel Richie-vel és Gloria Estefannal közösen énekelte el a We are the world című dalt; Pavarottival emellett a Tu che m'hai perso il cuor című dalt is előadta.

### 2000–2002
2000. szeptember 15-én adta ki Tra te e il mare (Közted és a tenger közt) című albumát, a címadó dalból később duettet készített Biagio Antonaccival, aki egyben a dal szerzője is. Az album spanyol nyelvű Entre tú y mil mares címen már szeptember 11-én forgalomba került. A lemezről Olaszországban a Il mio sbaglio piú grande ,Fidati di me ,Volevo dirti che ti amo és a Viaggio con te dalok kerültek kislemezre. A lemez tartalmazta az Extra Miles című dalt is, ami a Pokémon 2 – Bízz az erőben című amerikai–japán rajzfilm egyik betétdala lett.
2001 márciusában a Sanremói dalfesztivál vendégelőadója volt, ahol a La solitudine, In assenza di te, Tra te e il mare és az Il mio sbaglio più grande dalait énekelte el. 2001 nyarán részt vett a Festivalbaron a Fidati di me dalával.
2001-ben adatta ki Best of válogatáslemezét, amelyen régi dalai mellett az E ritorno da te (Visszatérek hozzád) című dal is szerepel. Az év szeptemberében ő is énekelt Michael Jackson Todo para ti című jótékonysági dalában. Az új válogatáslemezéről az E ritorno da teés az Una storia che vale (Egy valamit is érő kapcsolat) dalait másolták ki kislemezre és készítettek videóklipet.
2001. október 19-én világkörüli koncertturnéra indult, amely érintette Dél-Amerikát, az Amerikai Egyesült Államokat, Spanyolországot, Németországot, a Benelux államokat, Svájcot, Svédországot, Franciaországot és Finnországot. Október 26-án São Pauloban koncertezett, ahol együtt énekelt a Sandy & Junior brazil pop duóval, akik már feldolgozták a Non c'è, Incancellabile című dalait portugál nyelven. 
2002-ben lett Laura az egész világon ismert, első és eddig egyetlen angol nyelvű albumával, a From the Inside-dal. Az album legismertebb dalai: Surrender; I need love; It's not good bye. Az albumból az Egyesült Államokban 800 ezer példányt adtak el, ám a lemez nem hozta a hozzáfűzött reményeket.

### 2003–2006
2003-ban Olaszországban is kiadták a From the Inside-ot. Ebben az évben készített duettet Hélène Ségara francia énekesnővel, On n'oublie jamais rien, on vit avec címmel.
2004-ben adta ki Resta in ascolto című albumát, a már megszokott módon a spanyol változattal együtt.
2005-ben Párizsban koncertezett; a koncertről DVD készült Live in Paris 05 címmel. Ugyanazon év novemberében Latin Grammy-díjat nyert.

### 2006–2008: Io canto
2006. február 8-án megkapta a legjobb latin popalbum kategóriában a Grammy-díjat. Ezt az elismerést olasz énekesek közül előtte csak Domenico Modugno kapta meg, 1958-ban (Volare).
2006 novemberében kiadta Io canto című lemezét. 2007. június 2-án sajátos megakoncertet tartott, Milánóban, a Giuseppe Meazza Stadionban: a koncertre 70 ezer jegy kelt el. 2007. július 14-én, a francia nemzeti ünnepen Párizsban 500 ezer ember előtt énekelt.
2007. november 8-án másodszorra nyert Latin Grammy-díjat legjobb női előadó albuma kategóriában a Io canto spanyol változatának köszönhetően. A ceremónián Andrea Boccellivel elénekelte a Vive ya (a Vivere – Dare to live – spanyol változata) dalát.
December 5-én a DatchForumban, Assagóban, Miguel Bosé koncertjén elénekelte a Ti amerò című dalt.

### 2008: Duettek és aPrimavera in anticipoalbum
2008. január 20-án nyert 3 Telegatto-díjat: az év énekese, az év turnéja, és a legjobb lemez kategóriában. Júniusban a Wind Music Awardson két díjat nyert a San Siró-i koncertfelvétele és a koncertről készült lemeze révén.
2008. június 12-én Laura Madridban a Las Ventas arénában lépett fel vendégénekesként Miguel Bosé PapiTour koncertturnéjának egy koncertjén, ahol duettben elénekelték a spanyol énekes Te amaré című dalát. 2008 augusztusában a Puerto Ricó-i énekes Luis Fonsinak megjelent Palabras del silencio albuma, amin a Todo vuelve a empezar című duettje Laurával is hallható, sem az album, sem a duett nem került Olaszországban forgalomba. Az énekesnő ebben az évben Charles Aznavour örmény–francia énekessel is készített duettet Paris au mois d'aout (Párizs augusztusban) címmel.
Szeptember 13-án Laura részt vett Párizsban a Saint-Cloud Parkban tartott Luciano Pavarotti emlékkoncerten, ahol elénekelte az Il mondo che vorrei dalt és Garouval a Nel blu dipinto di blu dalt is, a koncertet a France 2 közvetítette.
Október 12-én az énekesnő egy másik Pavarotti-emlékkoncerten vett részt, ezúttal Petrában, Jordániában, ahol elénekelte az Il mondo che vorrei dalt és Jovanottival Lucio Dalla híres dalát, a Carusót.
Október 22-én megjelent az énekesnő új kislemeze Invece no (Hát nem!) címmel, ami a Primavera in anticipo című stúdióalbumának előfutára volt. Az új stúdióalbum 2008. november 11-én jelent meg spanyol nyelven Primavera anticipada címen és az olasz nyelvű album november 14-én. Az album bemutatója Rómában a Spanyol lépcsőnél volt, ahol Laura az Invece no dalát énekelte el.
2009. január 2-án kislemezre került a stúdiólemez címadó dala, a Primavera in anticipo (It is my song), amit duettben énekelt el James Blunttal. A dalból készült videóklip január 20-án jelent meg, amit 2008 nyarán Ibizán forgattak. A harmadik kislemeze az Un fatto ovvio (Nyilvánvaló tény) 2009. április 10-én jelent meg, amit Gianluca Grignani írt, a dal videóklipjét Berlinben forgatták.
Az énekesnő ezen stúdiólemeze 9 héten át vezette az olasz albumeladási listákat, amire 1995 óta nem volt példa.

### 2009:Amiche per l'AbruzzoésLaura Live World Tour 09
2009 februárjában részt vett Marco Carta énekes, az az évi Sanremói dalfesztivál győztes stúdiólemezének a La forza mia elkészítésében. Az albumból már az első héten 70 ezer példányt adtak el, amivel Marco albuma platinalemez lett, ez mind Laura, mind élettársa, Paolo Carta sikere is, akik hittek az énekesben.
Az év nagy részében az énekesnő World Tour 2009 koncertturnéján szerepelt, ami érintett olasz, európai és amerikai állomásokat is. Olaszországon belül új helyeken is adott koncertet, ezúttal Rimini és Jesolo is a helyszínek közé került. Március 30-án a Tv Sorrisi & Canzoni heti magazinban és a Corriere della Sera napilapban az énekesnő 1993 és 2009 között megjelent 9 albumának dalairól készült válogatás lemezt értékesítették.
Április 21-én Laura részt vett a Domani 21/04.2009 című dal elkészítésében, a dalt a 2009-es l’aquilai földrengés áldozatainak megsegítésére írták. 2009. június 21-én az énekesnő Gianna Nannini, Fiorella Mannoia, Elisa és Giorgia közreműködésével jótékonysági koncertet tartott a milánói Giuseppe Meazza Stadionban, Amiche per l'Abruzzo (Barátnők Abruzzóért) néven. A koncert létrehozását 100 énekes támogatta, akik közül 43-an részt vettek a koncerten is.
2009 novemberében megjelent Laura Laura Live World Tour 2009 koncertturnéjáról készült CD és DVD.

### 2010–2011: Szünet és azInedito
Az énekesnő a koncertturnéjáról szólólemezének forgalomba kerülése után bejelentette, hogy kétéves szünetet tart karrierjében. Ám 2010. december 30-án bejelentette a TgCom internetes hírportálon, hogy Inedito (Kiadatlan) néven új stúdió albumot ad ki 2011-ben.
Az album első dala a Benvenuto/Bienvenido 2011. szeptember 12-én jelent meg és került kislemezre. A dal videóklipjét Amszterdamban és Amstelveenben forgatták, a dal hangulatában a hippi korszakot és a Woodstocki fesztivált idézi fel. A dal az első héten vezette az olasz slágerlistákat és további 8 hétig a Top 10-ben volt benne. Az albumról kislemezre került és videóklip készült 2011 novemberében a Non ho mai smesso / Jamás abandoné, 2012 januárjában Bastava/ Bastaba , 2012 márciusában a Mi tengo / Me quedo, 2012 májusában a Le cose che non mi aspetto / Las cosas que no me espero, 2012 novemberében a Celeste/ Así Celeste dalok. Az album sikert hozott az énekesnőnek: Olaszországban 360 ezer példányt adtak el a lemezből és hatszoros platinalemez minősítést kapott. Az album spanyol változata Mexikóban aranylemez, Venezuelában platinalemez minősítést kapott. Az album megjelenésekor Spanyolországban a negyedik helyezést érte el. Az Egyesült Államokban a Latin Pop Album lista hetedik helyét érte el.
A Jamas abandoné dalból készült videóklip révén Laura 2013-ban elnyerte a Lo Nuestro díjat az Év videója kategóriában.
2022-ben a torinói Eurovíziós Dalfesztivál egyik műsorvezetője volt Alessandro Cattelan és Mika mellett.

## Társadalmi tevékenysége
1996 óta a gyermekvédelemnek szenteli az életét, a Unicef támogatója.
1999-ben részt vett a Pavarotti & Friends jótékonysági koncerten, amit a guatemalai és a koszovói gyermekek megsegítésére rendeztek.
2001-ben közreműködött a Michael Jackson által írt Todo para tí (a What More Can I Give spanyol változata) c. dalban, amit a 2001. szeptember 11-ei terrortámadások áldozatainak emlékére és az áldozatok családjának megsegítésére írtak. A dalban közreműködött rajta kívül Thalía, Shakira, Ricky Martin, Julio Iglesias, Alejandro Sanz, Gloria Estefan, Luis Miguel, Olga Tañón, Cristian Castro és mások is.
2003-ban ismét részt vett a Pavarotti & Friends koncerten, amit ezúttal az iraki menekültek megsegítésére rendeztek. Ebben az évben Miamiban részt vett az Intervista című kampányban Gloria Estefannal és Shakirával, amely a latin-amerikai nélkülöző gyermekekért készült. Franciaországban részt vett a Femmes face au sida AIDS-ellenes kampányban, amit Stefánia monacói hercegnő szervezett.
2004-ben az Amnesty International nők elleni erőszakról szóló kampányában vett részt.
2009-ben az abruzzói földrengés áldozatainak megsegítésére megírt Domani 21/04.2009 dal éneklésében közreműködött, valamint a női énekesek közreműködésével megszervezett, Amiche per Abruzzo című jótékonysági koncerten is fellépett.

## Magánélete
Pausini 1995-ben hagyta el szülővárosát, amikor Milánóba költözött akkori barátjával, ifj. Alfredo Cerruti producer-menedzserrel, akivel viszonya 1993–2001 között tartott.
2002 és 2004 között az új menedzserével, Gabriele Parisivel volt kapcsolata.
2005. március 22. óta tart a szerelmi kapcsolata Paolo Carta művészeti producerével, aki egyben gitárosa is.
2010. október 30. óta nagynénje Silvia húga gyerekeinek, Ceciliának és Matteónak. 2012. szeptember 15-én jelentette be Paolóval, hogy gyermeket várnak.
2013. február 18-án született meg lánya, Paola a bolognai Ospedale Maggiore di Bologna kórházban, akinek keresztelője június 15-én volt.
Laura Pausini magát hívő katolikusnak vallja, még akkor is, ha olyan kérdésekben teljesen eltér az álláspontja a katolikus egyház tanaitól, mint a fogamzásgátlás, az abortusz, a házasság előtti szex és a homoszexualitás.
Támogatja a melegek jogait és az azonos neműek házasságát, emellett keményen elítéli a homofóbiát.
2015 novemberében úgy nyilatkozott, hogy nem erőlteti a házasságot, amíg nem látja szükségesnek. Nem fog megházasodni csak azért, hogy a társadalmi elvárásoknak megfeleljen. Nem tartja elfogadhatónak, hogy a melegeket nem illetik meg ugyanazok a jogok, mint másokat.
Elkötelezett szurkolója az AC Milan focicsapatának.

## Diszkográfia

### Olasz nyelvű lemezek

#### Kereskedelmi forgalomba nem került
- 1987: I sogni di Laura

#### Stúdióalbumok
- 1993: Laura Pausini
- 1994: Laura
- 1996: Le cose che vivi
- 1998: La mia risposta
- 2000: Tra te e il mare
- 2002: From the Inside (angol)
- 2004: Resta in ascolto
- 2008: Primavera in Anticipo
- 2011: Inedito
- 2015: Simili
- 2018: Fatti sentire

#### Válogatáslemezek
- 2001: E ritorno da te
- 2013: 20 – The Greatest Hits

#### Feldolgozásalbumok
- 2006: Io canto
- 2016: Laura Xmas

#### Koncertlemezek
- 2005 – Live in Paris 05
- 2007 – San Siro 2007
- 2009 – Laura Live World Tour 09

#### Kislemezek
- La Solitudine
- Non c'è
- Perchè non torna più
- Strani amori
- Lettera
- Lui non sta con me
- Un amico è così
- Gente
- Incancellabile
- Le cose che vivi
- Ascolta il tuo cuore
- Seamisai
- Due innamorati come noi
- Angeli nel blu
- Un’emergenza d’amore
- In assenza di te
- La mia risposta
- Che bene mi fai
- Tra te e il mare
- Il mio sbaglio più grande
- Fidati di me
- Volevo dirti che ti amo
- E ritorno da te
- Una storia che vale
- La solitudine
- Non c'è
- Dime
- Seamisai (se que me amavas)
- Speranza
- Resta in ascolto
- Vivimi
- Come se non fosse stato mai amore
- Benedetta passione
- Io canto
- Spaccacuore
- Cinque giorni (csak Mexikóban)
- Non me lo so spiegare (Tiziano Ferro közreműködésével)
- Destinazione paradisdo
- Invece No
- Primavera in Anticipo (duett James Blunttal)
- Un fatto ovvio
- Bellissimo cosí
- Con la musica alla radio
- Casomai
- Benvenuto
- Non ho mai smesso
- Bastava
- Mi tengo
- Le cose che non mi aspetto
- Celesete
- Limpido (duett Kylie Minoguegal)
- Se non te
- Lato destro del cuore
- Nella porta accanto
- Simili
- Innamorata
- Ho creduto a me
- 200 note

### Spanyol nyelvű lemezek

#### Stúdiólemezek
- 1994: Laura Pausini
- 1996: Las cosas que vives
- 1998: Mi respuesta
- 2000: Entre tú y mil mares
- 2002: From the Inside
- 2004: Escucha
- 2008: Primavera Anticipada
- 2011: Inédito
- 2015: Similares
- 2018: Hazte sentir

#### Válogatáslemezek
- 2001: Lo mejor de Laura Pausini – Volveré junto a ti
- 2013: 20 – Grandes Éxitos

#### Feldolgozásalbumok
- 2006 – Yo canto
- 2016 – Laura Navidad

#### Koncertlemezek
- 2009: Laura Live Gira Mundial 09

#### Kislemezek
- La Soledad
- Se fue
- Amores extraños
- Gente
- Inolvidable
- Las cosas que vives
- Escucha a tu corazón
- Dos enamorados
- Cuando se ama
- Emergencia de amor
- En ausencia de ti
- Mi respuesta
- Entre tú y mil mares
- Un error de los grandes
- Fíate de mi
- Quiero decirte que te amo
- Volveré junto a tí
- Dos historias iguales
- Dime (duett José El Francésszal)
- Escucha atento
- Viveme
- Como si no nos hubierámos amado
- Bendedica pasión
- Tú nombre en mayusculas
- En cambio no
- Primavera anticipada
- Un hecho obvio
- Con la musica en la radio
- No soy ella
- Menos mal
- Bienvendio
- Jamas abandoné
- Bastaba
- Las cosas que no me espero
- Limpido (duett Kylie Minoguegal)
- Sino a tí (duett Thalíaval)
- Viveme (duett Alejandro Sanzszal, csak Latin-Amerikaban és Spanyolországban volt kislemez)
- Se fue (duett Marc Anthonyval, csak az Egyesült Államokban, Puerto Ricoban és Közép-Amerikában volt kislemez)

### DVD-albumok
- 2001 – Live 2001-2002 World Tour DVD
- 2004 – Resta in ascolto DVD
- 2005 – Live in Paris 05 DVD
- 2007 – San Siro 2007
- 2008 – Primavera in Anticipo Platinum Edition
- 2011 – Inedito Special Edition

### Egyéb dalok
- Loneliness – a La Solitudine angol nyelvű változata
- Prendo te – videó a Resta in ascolto cd/dvd-jén
- De tu amor – videó a Resta in ascolto cd/dvd-jén
- Uguale a lei – 2005-ös dal, ami egy híres sorozat dala lett
- Je chante – Io canto dal olasz-francia változata, amit eredetileg Riccardo Cocciante énekelt
- La isla bonita – Madonna dala, amit a 2007-es San Siró-i koncertjén adott elő
- Favola – Eros Ramazzotti dala, amit a 2007-es San Siró-i koncertjén adott elő

### Betétdalai
- 1999 – One more time , az Üzenet a palackban című amerikai film betétdala
- 2000 – The extra mile , a Pokémon 2, Bízz az erődben! című animációs film betétdala
- 2001 – Speranza , ami a Terra Nostra 2 – Speranza című brazil film betétdala
- 2005 – Víveme – a La Madrasta című mexikói telenovella betétdala
- 2006 – Come il sole all'improvviso – Salvatore – Questa é la vita című film betétdala.
- 2006 – Dispárame dispara – Amar sín limites című sorozat betétdala
- 2008 – En cambio no az En Nombre de Amor című mexikói telenovella betétdala

### Közreműködései más énekesekkel
- Mi rubi l'anima (duett Raffal) – 1993
- Tu che m'hai perso il cuor (duett Luciano Pavarottival) – 1998
- Sei que me amavas (duett Gilberto Gillel) – 2001
- Todo para ti (több előadóval) – 2001
- Dime (duett José El Francésszal) – 2001
- Tra te e il mare (duett Biagio Antonaccival , a milánói koncertjén) – 2001
- Sei solo tu/Tan sólo tú (duett Nekkel) – 2002
- La Solitudine (duett Lara Fabiannal) – 2002
- Entre tú y mil mares (duett Biagio Antonaccival) – 2003
- On n'oubile jamais rien, on vit avec (duett Héléne Ségarával) – 2003
- Tu che m'hai perso il cuor (duett Luciano Pavarottival) – 2003
- Pagano ( az Elio e le sete tese közreműködésével) – 2003
- Surrender to love (duett Ray Charlesszal) – 2005
- I migliori anni della nostra vita (duett Renato Zeróval és Claudio Baglionival a Live 8-en) – 2005
- You'll never find another love like mine (duett Michael Bubléval) – 2005
- Como tú y como yo (közreműködés a mexikói Sin banderával) – 2005
- Nel blu dipinto di blu (duett Eros Ramazzottival a Sanremói Fesztiválon) – 2006
- Come il sole all'improvviso (duett Johny Hallydayjel) – 2006
- No me lo so spiegare/No me lo puedo explicar (duett Tiziano Ferróval) – 2007
- Il mio canto libero/Mi libre canción (duett Juanesszel) – 2007
- Nei giardni che nessuno sa (duett Renato Zeróval a San Siró-i stadionban) – 2007
- Te amaré (duett Miguel Boséval) – 2007
- Vivere/Dare to live (duett Andrea Bocellivel) – 2007
- Primavera in anticipo (duett James Blunttal) – 2008
- Troppo tempo/Hace tiempo  (duett Ivano Fossatival) – 2011
- Inedito/Inédito (Lo exacto opuesto de tí) – (duett Gianna Nanninival) – 2011
- Limpido/Limpio (duett Kylie Minoguegal) – 2012
- Non c'é/Se fue (duett Marc Anthonyval) – 2013
- Le cose che vivi/Tudo o que eu vivo, Las cosas che vives/Tudo o que eu vivo (duett Ivete Sangolóval) – 2013
- Vivimi/Víveme (duett Alejandro Sanzszal) – 2013
- Je chante (Io canto) (duett Lara Fabiannal) – 2013
- Sino a tí (duett Thaliaval) – 2014
- Donde quedo solo yo (duett Álex Ubagóval) – 2014

## Televíziós szereplései
| Év        | Műsor neve                            | Szerep | Televíziós csatorna neve | Megjegyzések                                                                                              |
| --------- | ------------------------------------- | ------ | ------------------------ | --- |
| 2009      | Due                                   | Önmaga | Rai 2                    | zenei show-műsor – 1 epizódban volt műsorvezető és énekes, Tiziano Ferro énekessel közösen                |
| 2014      | Laura Pausini 20 – My Story           | Önmaga | Sky Italia               | Önéletrajzi dokumentumfilm – 1 epizód                                                                     |
| 2014      | Stasera Laura: ho creduto in un sogno | Önmaga | Rai 1                    | zenei és koncert show-műsor – 1 epizódban szerepelt műsorvezetőként és énekesként                         |
| 2014      | La Voz... México                      | Önmaga | Canal de las Estrellas   | Tehetségkutató műsor – 4. évadban zsűritag                                                                |
| 2015      | La Voz                                | Önmaga | Telecinco                | Tehetségkutató műsor – 3. évadban zsűritag és mentor                                                      |
| 2015      | La meraviglia di essere simili        | Önmaga | Rai 1                    | Dokumentum műsor – 1 epizód, műsor, amely a legújabb Simili című lemezének megjelenése alkalmából készült |
| 2015–2016 | La Banda                              | Önmaga | Univision                | Tehetségkutató műsor – 1. és 2. évadban zsűritag                                                          |
| 2016      | Laura & Paola                         | Önmaga | Rai 1                    | Variety show – 3 epizód, műsorvezető és énekes , Paola Cortellesi olasz színésznő-énekesnővel együtt.     |

## Turnéi
- World Wide Tour '97
- World Tour 1999
- World Tour 2001-2002
- Special World Tour 2005
- Tour 2006
- San Siro 2007
- World Tour 2009
- Inedito World Tour 2011–2012
- The Greatest Hits World Tour 2013–2015
- Simili World Tour 2016
- Fatti sentire World Wide Tour 2018
- Laura Biagio Stadi Tour 2019

## Elismerései
- 1. helyezés az 1993-as Sanremói dalfesztiválon, az új felfedezett kategóriában
- 3. helyezés az 1994-es Sanremói fesztiválon a „nagyok” versenyében
- 3 World Music díj (1994-ben, 2003-ban és 2007-ben)
- 2 Európa-díj a Festivalbaron
- 2 Lo Nuestro díj (1995-ben és 2006-ban)
- Festivalbar legjobb turnéja 2005-ben
- 2 Latin Grammy-díj (2005-ben és 2007-ben)
- 1 Grammy-díj 2006-ban
- 1 gyémántlemez 2003-ban
- 2006-ban megkapta az Olasz Köztársaság Érdemrendje tiszti fokozatát
- 2 Nickelodeon Kids' Choice díj (2006-ban és 2007-ben)
- 1 platina Telegatto 2007-ben
- 1 arany Telegatto 2007-ben, az év énekese kategóriában
- 1 Wind Music Award díj, 2007-ben
- 3 arany Telegatto 2008-ban, az év énekese, a legjobb albuma és a legjobb turné kategóriában
- 2 Wind Music Award 2008-ban

## Érdekességek
- Két dalának brazil portugál nyelvű változatát készítette el a Sandy e Junior brazil duó (címük: Nao ter, Inesquecível)
- Legtöbb klipje az USA-ban készült.
- Vesna Pisarović horvát énekesnő feldolgozta a Non c'é című dalt Da znas címen.
- Incancellabile/Inolvídable című dalának klipjét Írországban forgatták le.
- Két dalának spanyol változata: Víveme és a Disparame dispara, két mexikói telenovella főcímdala.
- Ő volt az első énekesnő, aki koncertet adott a Giuseppe Meazza Stadionban.
- Ő volt az első olasz énekesnő, aki Grammy-díjat nyert.